# Dlhá Ves
Dlhá Ves (Hongaars: Gömörhosszúszó) is een Slowaakse gemeente in de regio Košice, en maakt deel uit van het district Rožňava.
Dlhá Ves telt 590 inwoners.